# Röthhof (Röckingen)
Röthhof ist ein Wohnplatz der Gemeinde Röckingen im Landkreis Ansbach (Mittelfranken, Bayern). Röthhof liegt in der Gemarkung Röckingen.
Die Einöde bestehend aus einem Wohngebäude mit eigener Hausnummerierung und drei Nebengebäuden liegt am Fuße des Hohnbucks (472 m ü. NHN, 0,4 km nordöstlich) an einer Gemeindeverbindungsstraße, die nach Röckingen zur Kreisstraße AN 47 (0,8 km nördlich) bzw. zur Staatsstraße 2218 führt (0,4 km südlich).
Röthhof ist ein landwirtschaftlicher Aussiedlerhof, der spätestens 1972 auf dem Gemeindegebiet von Röckingen angelegt wurde.